# Tetramicra schoenina
Tetramicra schoenina är en orkidéart som först beskrevs av Heinrich Gustav Reichenbach, och fick sitt nu gällande namn av Robert Allen Rolfe. Tetramicra schoenina ingår i släktet Tetramicra och familjen orkidéer. Inga underarter finns listade i Catalogue of Life.